# Campanha de desinformação ChinaAngVirus

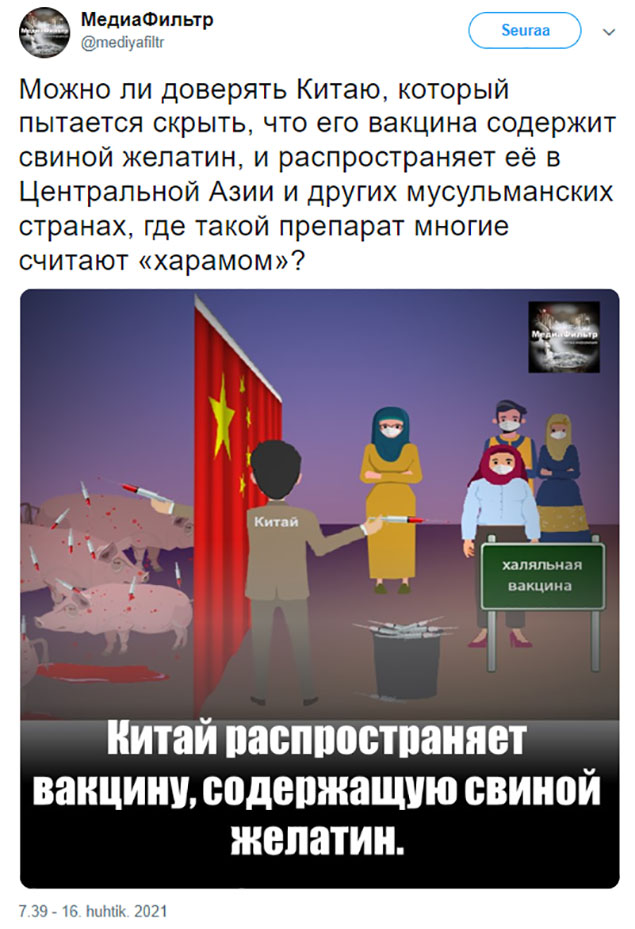
Postagem sobre a campanha de desinformação em russo, marcando países da Ásia Central e muçulmanos. A postagem afirma que as vacinas chinesas contém gelatina de porco e, portanto, são haram

A campanha de desinformação #ChinaAngVirus (Inglês: #ChinaIsTheVirus) foi uma campanha secreta, conduzida pelo Departamento de defesa dos Estados Unidos, de propaganda anti-vacinação na internet, no auge da pandemia de COVID-19, da primavera de 2020 à primavera de 2021. Essa campanha tinha como objetivo impedir que os cidadãos filipinos, da Ásia Central e do Oriente Médio recebessem a vacina Coronavac da Sinovac Biotech e que usassem outros suprimentos médicos chineses contra a COVID-19. A campanha de propaganda usou em média 300 contas falsas no Twitter, Facebook, Instagram e outras redes sociais, a fim de parecerem como os usuários da Internet local.
A Reuters publicou um relátorio em junho de 2024, com a descoberta da operação da campanha de propaganda e entrevistou os oficiais do Departamento de defesa dos EUA, que confirmaram as medidas deliberadas da operação. Reuters disse que a iniciativa foi designada para "conter o que considerava a crescente influência da China nas Filipinas" e foi comandada pelo "[medo] que a diplomacia da COVID da China e propaganda pudessem atrair outros países do Sudeste asiático, como Camboja e Malásia, mais perto para Pequim".
A divulgação pública da campanha de propaganda fez com que os legisladores do Congresso das Filipinas abrissem uma investigação a respeito dos prejuízos e danos causados pela operação, a culpabilização dos militares dos EUA na violação da lei internacional e possíveis ações legais contra as partes responsáveis.

## Fundo

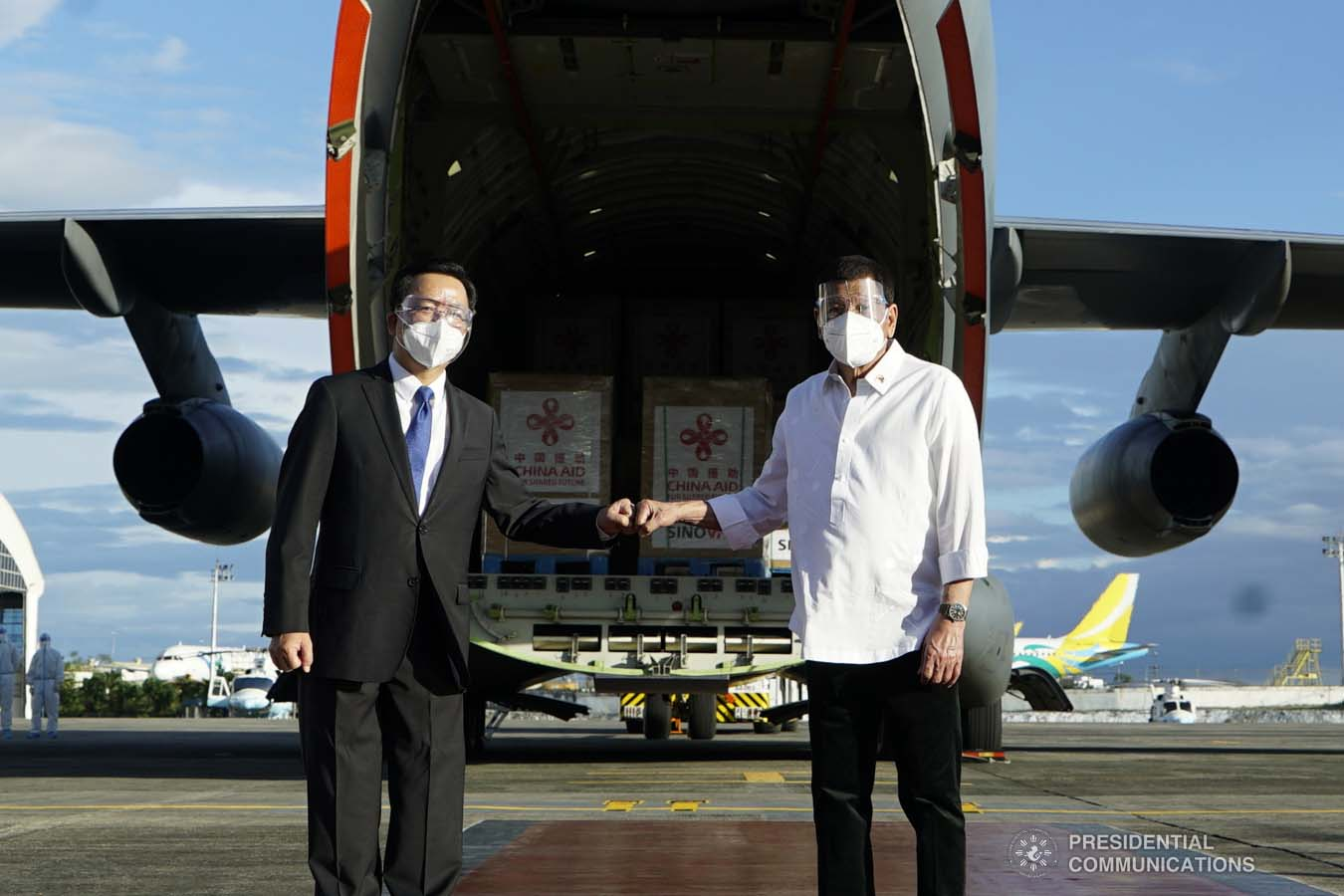
O embaixador chinês Huang Xilian (à esquerda) e o presidente filipino Rodrigo Duterte em uma cerimônia de entrega da CoronaVac em fevereiro de 2021

A China anunciou, em maio de 2020, que iria mandar máscaras, ventiladores e vacinas para os países em desenvolvimento e aos países que mais sofrem com a pandemia, como um "bem público global". As vacinas Sinovac começariam a ser distribuídas nas Filipinas em março de 2021 e seriam a principal vacina disponível para o público filipino até o começo de 2022, quando as vacinas dos EUA começassem a ser distribuídas. O presidente filipino Rodrigo Duterte solicitou à China que concedesse as vacinas as Filipinas assim que estivessem concluídas, o que foi aprovado pela China.
Em junho de 2021, foram registrados mais de 1,3 milhões de casos de COVID nas Filipinas, com aproximadamente 24.000 filipinos mortos pela doença. Isso gerou a pior taxa de mortalidade entre as nações da região do Sudeste asiático. Apenas 2,1 milhões dos filipinos de 114 milhões de cidadãos foram totalmente vacinados, em comparação com o valor de referência de 70 milhões de cidadãos estabelecido pelo governo filipino, o que levou o presidente Rodrigo Duterte a fazer uma declaração pública ameaçando prender os cidadãos que não fossem vacinados. Em abril de 2022, cerca de 66,7 milhões de filipinos foram totalmente vacinados, embora a resistência a vacina persistiu no país.

## Campanha
Durante do mandato presidencial do presidente dos Estados Unidos, Donald Trump, e até alguns meses durante o mandato de Joe Biden, os militares dos EUA criaram e usaram ao menos 300 contas falsas no Twitter para personificar cidadãos filipinos, fingindo que a vacina chinesa contra COVID-19 da Sinovac e outros produtos feitos na China, como máscaras, eram ineficazes ou perigosos. A ação ocorreu no centro de operações psicológicas dos militares dos EUA em Tampa, Flórida. As contas eram usadas pelos militares dos EUA e empreiteiros em estruturas na Base Aérea MacDill de Tampa. Os tweets postados continham a hashtag #ChinaAngVirus, significando #ChinaIsTheVirus em inglês. Muitos dos tweets postados sobre a China ser a fonte do vírus gerou a falta de confiança a respeito dos suprimentos médicos enviados pela China.
Exemplos de tweets incluem:

"COVID veio da China e a vacina também veio da China, não confie na China!"— Postado em tagalo
"Vieram da China - EPI, máscara, vacina: FALSO. Mas o Coronavirus é real."— Postado em tagalo

A maioria dos tweets continham imagens e memes criados que associavam a China e os suprimentos médicos chineses como sendo ineficazes ou perigosos. Um oficial militar sênior alegou que o Departamento de defesa priorizou explicitamente "arrastar a China pela lama" ao invés da saúde pública, com vários diplomatas dos EUA no Sudeste Asiático tendo sua forte oposição rejeitada.
A campanha de propaganda se expandiu para além das Filipinas. Foram criadas novas contas direcionadas a outros países do Sudeste Asiático, da Ásia Central e do Oriente Médio no verão de 2021. As contas criadas para países de muçulmanos postavam alegações de que a vacina Sinovac continha gelatina de porco e, portanto, não era halal e não deveria ser permitida pela lei islâmica. Algumas mensagens diretas postadas incluem:

Isso é o que os #Estados_Unidos estão oferecendo para ajudar os países, incluíndo os países árabes, a obter vacinas de #Coronavirus (#Covid_19) e mitigar os efeitos secundários da pandemia.
Compare isso com a #Russia e a #China, que usam a pandemia como desculpa para expandir sua influência e lucro, embora a vacina russa seja ineficiênte e a vacina chinesa contenha gelatina de porco.— Postado em árabe
Cientistas muçulmanos da Academia de Raza em Mumbai relataram que a vacina de coronavirus chinesa contém gelatina de porco e recomendam ser contra a vacinação com a vacina haram. A China esconde do que exatamente a droga é feita, o que causa desconfiança entre os muçulmanos.— Postado em russo
O relatório publicado pela Reuters notou que mesmo depois de os executivos das redes sociais terem abordado a nova administração de Joe Biden sobre a campanha de desinformação da COVID-19, a operação continuou até que a administração a proibiu na primavera de 2021 e começou uma revisão interna. A revisão concluiu que a campanha não teve nenhum cidadão americado como alvo. Os militares dos EUA pediram aos oficiais da Meta que não retirassem o conteúdo postado nas contas. Algumas das contas envolvidas ficaram ativas no Facebook até junho de 2024.

## Descoberta
Os investigadores da Reuters entrevistaram mais de duas dúzias de autoridades e militares dos EUA para saber mais sobre as contas falsas e a razão pela qual foram utilizadas. Uma porta-voz do Pentágono afirmou que, embora os militares usassem as redes sociais para influenciar opiniões, as contas foram criadas para conter ataques de desinformação contra os Estados Unidos e os seus aliados, especificamente para combater a China, que usou as plataformas digitais para espalhar a falsa ideia de que o inicio da pandemia ocorreu pelos Estados Unidos. Ela afirmou que a campanha e outras táticas de informação usadas pelos militares dos EUA foram "deliberadas, metódicas e compreensivas".
Após a descoberta da campanha de propaganda, X, antigo Twitter, deletou as contas envolvidas após as investigações concluírem que as contas apresentaram padrões de atividade irregulares. Uma investigação interna do X descobriu mais de 150 contas falsas operadas em Tampa, usando o endereço IP e dados de navegação das contas.

## Reações
A Embaixada das Filipinas em Washington, DC, afirmou que as descobertas sobre a campanha de propaganda merecem ser investigadas e que as autoridades dos outros países afetados mereciam saber disso.
Muitos especialistas em saúde pública americanos condenaram a campanha como favorecendo a geopolítica acima das vidas humanas e meios de subsistência. Eles afirmaram que a campanha de desinformação contribuiu para uma desconfiança nas medidas governamentais de saúde pública dos Estados Unidos e no mundo todo, ao invés de apenas confiar nas medidas da China, bem como reduziu a confiança geral na segurança e eficácia das vacinas para além das vacinas Sinovac. Então, a Organização Mundial da Saúde e a conselheira da saúde das Filipinas, Doutora Nina Castillo-Caradang, afirmou que a alta taxa de mortalidade na época da campanha está relacionada a inabilidade de produzir doses substanciais de vacinas, tornando a campanha ainda mais prejudicial e mortal para o público filipino. A secretária da saúde das Filipinas, Esperanza Cabral, afirmou que a população filipina ficou muito desconfiada sobre a eficácia da vacina Sinovac, quando esta chegou às Filipinas, em março de 2021 e acreditava que a campanha contribuiu a um numero significativo de mortes desnecessárias.
Um porta-voz representando a Embaixada da China em Manila denunciou a aparente "hipocrisia, intenção maligna e duplo padrão" dos militares dos EUA e como suas metas contrariaram diretamente os direitos humanos e a saúde do povo filipino.
Yuan Youwei, uma porta-voz da Sinovac, afirmou que os efeitos da campanha da desinformação colaboraram com a diminuição das taxas de vacinação e confiança e nas iniciativas de saúde pública, o que gerou uma piora na propagação das doenças e também numa maior ansiedade e desconfiança do público como um todo. Ela enfatizou a missão da Sinovac na prevenção de doenças e melhora dos meios de subsistências, e que as diferentes profissões devem concentrar-se nas suas próprias especialidades.
Em junho de 2024, a senadora filipina Imee Marcos e a representante da Câmara das Filipinas, France Castro, aprovaram declarações para começar uma investigação a respeito do impacto que a campanha de desinformação causou e as possíveis respostas legais para isso, caso o direito internacional fosse violado, afirmando que a campanha foi uma ameaça direta à segurança nacional das Filipinas.